# Julius Faucher

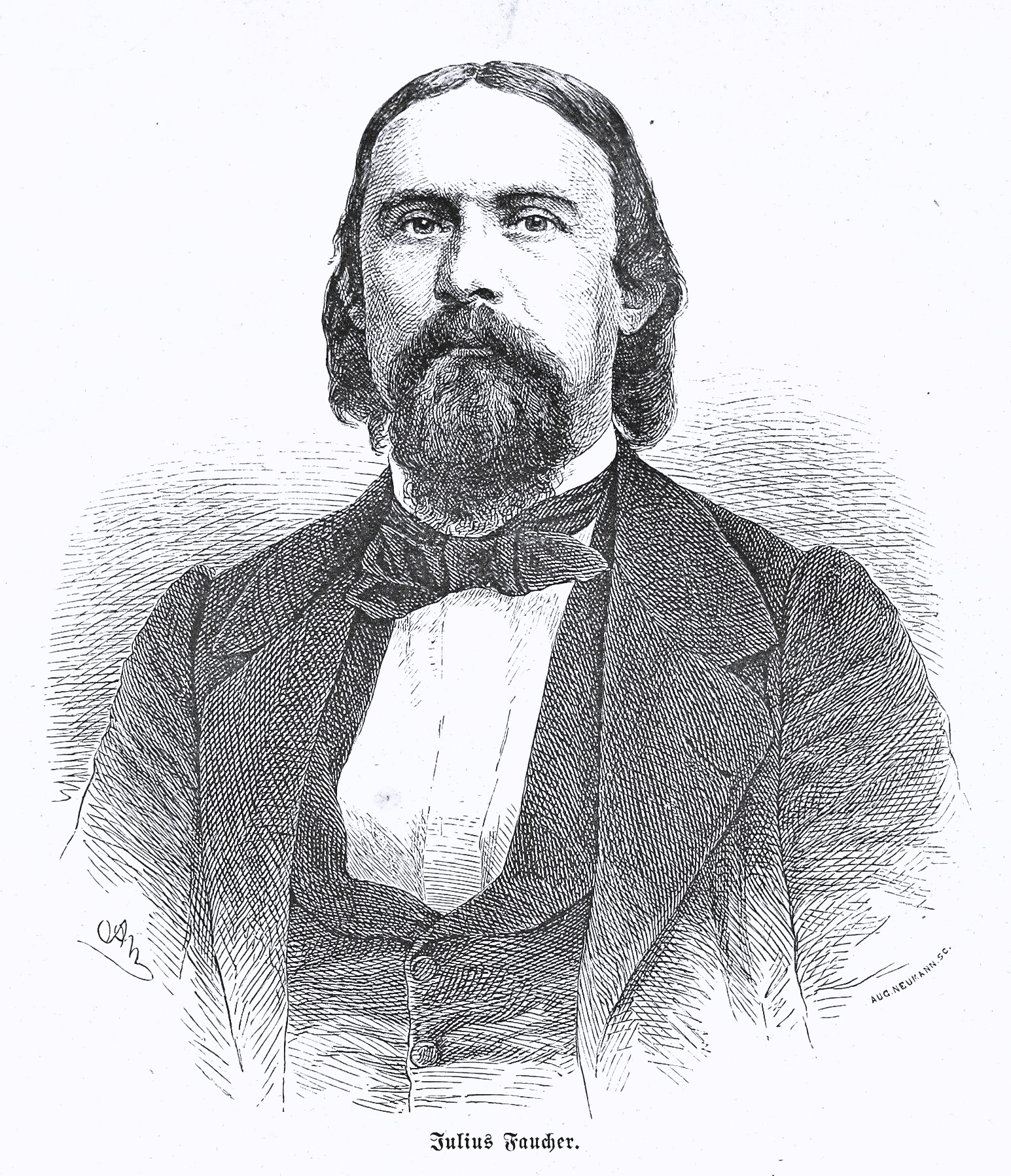
Julius Faucher

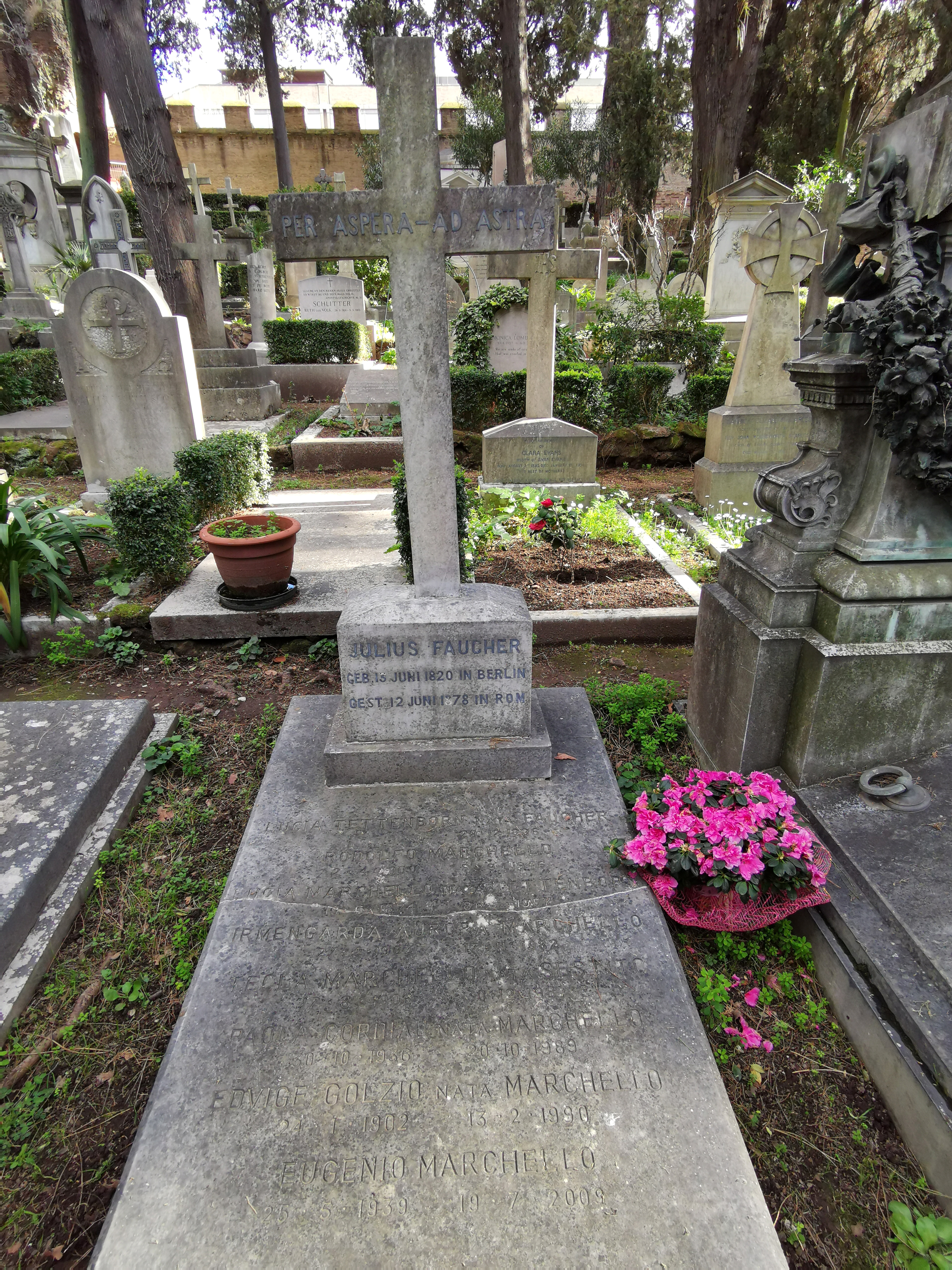
Grab auf dem Nichtkatholischen (Protestantischen) Friedhof Rom

Julius Faucher (* 13. Juni 1820 in Berlin; † 12. Juni 1878 in Rom) war ein deutscher Journalist. Er verfocht den Freihandel und den Manchesterliberalismus.

## Leben
Fauchers Vater war Mitglied der französischen Kolonie in Berlin. Julius Faucher heiratete 1845 Karoline Sommerbrodt, Tochter eines Hutmachers aus Berlin.
Faucher studierte an der Friedrich-Wilhelms-Universität zu Berlin Philosophie. 1841 wurde er Mitglied des Corps Marchia Berlin. Er wurde zum Dr. phil. promoviert. 1844 lernte Faucher John Prince-Smith kennen. Sie gründeten den wenig bedeutenden Berliner Freihandelsverein. 1848 wurde Faucherer Redakteur der Börsennachrichten an der Ostesee (später Ostseezeitung) in Stettin; diese Zeitung vertrat freihändlerische Ansichten. Faucher vertrat die liberale Idee mit besonderer Stringenz und forderte unter anderem auch eine Entstaatlichung der Sicherheitsaufgaben sowie die Abschaffung von Steuern, was ihn zu einem der ersten (deutschsprachigen) Marktanarchisten überhaupt macht.
Als Revolutionen 1848/1849 in ganz Europa ausbrachen, nahm Faucher am 18. und 19. März an Aufständen in Stockholm teil. 1850 wurde Faucher Herausgeber der Berliner Abendpost, die sich zum freihändlerischen Kampfblatt entwickeln und mit dem Pressegesetz in Konflikt geraten sollte. Bald danach wurde dem Blatt die wirtschaftliche Grundlage  entzogen. Faucher ging danach nach England, wo er als Korrespondent für verschiedene deutsche Zeitungen wirkte. Er wurde außerdem Redakteur des Londoner Morning Star, einer wichtigen freihändlerischen Zeitung, und sogar zeitweilig der Sekretär Richard Cobdens.
1861 kehrte Faucher nach Deutschland zurück, wo er dann noch im selben Jahr ins Preußische Abgeordnetenhaus für die Deutsche Fortschrittspartei gewählt wurde. Dem Abgeordnetenhaus gehörte Faucher zunächst von 1862 bis 1866 an, dann erneut von 1867 bis 1870. 1863 gründete er die Vierteljahrschrift für Volkswirtschaft und Kulturgeschichte, die zum wichtigsten Medium der deutschen Freihändler und Manchesterliberalen werden sollte. Er saß mehrere Jahre in der Ständigen Deputation vom Kongreß deutscher Volkswirte an. Er trat 1866 aus der Fortschrittspartei aus und schloss sich der von ihm und 14 weiteren ehemaligen Mitgliedern der Fortschrittspartei und neun ehemaligen Mitgliedern der Zentrumspartei gegründeten Nationalliberalen Partei an. Anlass der Spaltung war Otto von Bismarcks Indemnitätsgesetz.

## Rezeption
In seinen Erinnerungen Von Zwanzig bis Dreißig beschreibt Theodor Fontane Julius Faucher, mit dem er persönlich bekannt war, zunächst als „Genie“, dann als „Pump- und Bummelgenie“.
Die Julius-Faucher-Straßen in Berlin, Braunschweig, Osterholz (Bremen), Langenhagen und Magdeburg wurden nach ihm benannt.